# Стоктон, Джон
Джон Хьюстон Стоктон (англ. John Houston Stockton; родился 26 марта 1962 года в Спокане, штат Вашингтон, США) — американский баскетболист, игравший на позиции разыгрывающего защитника. Всю свою баскетбольную карьеру (1984—2003) провёл в команде «Юта Джаз». Двукратный олимпийский чемпион (1992 и 1996 годов). Стоктон вошел в историю НБА как рекордсмен по передачам и перехватам. Сделал наибольшее количество результативных передач (15 806) и перехватов (3 265) за всю историю НБА
В 2009 году он был введен в Зал славы баскетбола за свою индивидуальную карьеру и снова в 2010 году в качестве члена олимпийской сборной США по баскетболу 1992 года. В 1996 году он был назван одним из 50 величайших игроков в истории НБА. В октябре 2021 года Стоктон снова был отмечен как один из величайших игроков лиги всех времен, будучи включенным в команду, посвященную 75-летию НБА.

## Ранние годы
Джон родился в городе Спокан, штат Вашингтон, в семье Клементины и Джека Стоктонов. Джон учился в средней школе Ст. Алоизиус, а старшие классы заканчивал в Гонзага Преп. С 1980 года Джон обучался в родном городе в Университете Гонзага, где в свой выпускной год он набирал в среднем 20,9 очка за игру при 57 % попаданий с игры.

## Карьера в НБА
Джон Стоктон набирал в НБА в среднем дабл-дабл — 13,1 очка за игру и 10,5 передач за игру. Он до сих пор владеет рекордом НБА по числу передач (15 806), причём со значительным отрывом (Джейсон Кидд, занимающий второе место, отстаёт более чем на 3700 передач), а также рекордом по числу перехватов (3265), на 581 перехват опережая того же Кидда (2684), идущего следом. На счету Стоктона пять из шести наивысших результатов в НБА по числу передач за сезон (ещё один принадлежит Айзее Томасу). Джону принадлежит рекорд по числу наибольшего количества матчей за одну команду, а также он является пятым баскетболистом после Карима Абдул-Джаббара, Роберта Пэриша, Винса Картера и Дирка Новицки по итоговому количеству матчей в карьере. Джон Стоктон пропустил всего 22 матча за свою карьеру, 18 из которых пришлись на один сезон. В качестве сравнения: у Джона в карьере было 34 игры, в которых он отдавал 20 и более передач. 15 января 1991 года Стоктон в матче против «Сан-Антонио» отдал 28 передач.
Джон сыграл в 10 Матчах всех звёзд НБА, и был назван самым ценным игроком этого матча в 1993 году вместе с Карлом Мэлоуном, своим товарищем по команде «Юта Джаз», в игре, проходившей в Солт-Лейк-Сити, штат Юта. Стоктон дважды (1992 и 1996) играл за американскую олимпийскую сборную, известную также как Dream Team I и II. Эти команды впервые были представлены игроками НБА. Джон дважды выбирался в сборную НБА по итогам года, шесть раз во вторую сборную НБА и три раза в третью сборную НБА. Пять раз был выбран во вторую сборную НБА по игре в защите. Джон Стоктон вошёл в число 75 лучших баскетболистов за историю НБА. Самым значимым моментом в карьере Стоктона является его победный трёхочковый баззер-биттер через руку Чарльза Баркли в шестой игре финала Западной Конференции, который вывел «Юту Джаз» в первый из её двух финалов НБА.
Джон Стоктон и Карл Мэлоун считаются одной из лучших комбинационных пар в НБА за всю историю: Карл был на острие атаки, а Джон его ассистентом. Разыгрывая пик-н-ролльные комбинации, дуэт стал одной из самых грозных атакующих сил НБА 1990-х. Вместе они провели на площадке 1412 игр регулярного сезона. Большинство передач Стоктона были записаны ему после точных бросков Мэлоуна.
Стоктон считается одним из самых жёстких игроков в НБА. Он был известен также благодаря своим «коротким» шортам (в отличие от большинства других игроков лиги) и своему строгому стилю одежды и поведению вне площадки:

Стоктон был «старой школой» во всех смыслах, и этот стиль хорошо подходил ему на протяжении 19 сезонов, в том числе 17, в которых он сыграл все игры по расписанию.
Оригинальный текст (англ.)Stockton was «old school» in every sense and that style suited him well for 19 seasons, including 17 in which he played every game on the schedule.
— Из профиля на сайте Зала славы баскетбола
2 мая 2003 года Джон Стоктон объявил о своем уходе из баскетбола, причём сделал это в обычном интервью, а не на специально собранной пресс-конференции. Позднее состоялась церемония проводов Джона, на которой было объявлено, что город Солт-Лейк-Сити переименовывает улицу напротив стадиона «Энерджи Солюшнз-арена», где играет «Юта Джаз», в «улицу Джона Стоктона». Его номер — «12» — был поднят под своды арены и навсегда изъят из обращения в команде 22 ноября 2004 года. Кроме того перед «Энерджи Солюшнз-арена» была установлена статуя Стоктона, а 23 мая 2006 года рядом была поставлена статуя его многолетнего партнера Карла Мэлоуна.
Наряду с Патриком Юингом, Чарльзом Баркли, Домиником Уилкинсом, Элджином Бэйлором, Реджи Миллером, Питом Маравичем и своим многолетним партнером Карлом Мэлоуном Джон Стоктон считается одним из лучших игроков, которым никогда не удавалось выигрывать чемпионство в НБА.

## Личная жизнь
У Стоктона и его жены Нады Степович есть две дочери — Линдси и Лора, а также 4 сына — Хьюстон, Майкл, Дэвид и Самуэль. Вся семья исповедует католицизм.
В 2011 году Майкл Стоктон, игравший в баскетбол в университете Вестминстер в Солт-Лейк-Сити, подписал контракт с клубом второй немецкой Бундеслиги «Карлсруэ», где выступал на протяжении двух последующих сезонов. В июле 2017 года Стоктон перешёл в «Гёттинген».
Дочь Линдси Стоктон играла в баскетбол за Университет штата Монтана, а дочь Лора Стоктон — за Университет Гонзага (Gonzaga University).
Дед Стоктона, Хаст Стоктон (урожденный Джон Хьюстон Стоктон), в 1920-х годах играл в профессиональный футбол за команду «Frankford Yellow Jackets» в зарождающейся Национальной футбольной лиге.

## Статистика

### Статистика в НБА
| Сезон                                                                                    | Команда | Регулярный сезон | Регулярный сезон | Регулярный сезон | Регулярный сезон | Регулярный сезон | Регулярный сезон | Регулярный сезон | Регулярный сезон | Регулярный сезон | Регулярный сезон | Регулярный сезон | Серия плей-офф | Серия плей-офф | Серия плей-офф | Серия плей-офф | Серия плей-офф | Серия плей-офф | Серия плей-офф | Серия плей-офф | Серия плей-офф | Серия плей-офф | Серия плей-офф |
| Сезон                                                                                    | Команда | GP               | GS               | MPG              | FG%              | 3P%              | FT%              | RPG              | APG              | SPG              | BPG              | PPG              | GP             | GS             | MPG            | FG%            | 3P%            | FT%            | RPG            | APG            | SPG            | BPG            | PPG            |
| ---------------------------------------------------------------------------------------- | ------- | ---------------- | ---------------- | ---------------- | ---------------- | ---------------- | ---------------- | ---------------- | ---------------- | ---------------- | ---------------- | ---------------- | -------------- | -------------- | -------------- | -------------- | -------------- | -------------- | -------------- | -------------- | -------------- | -------------- | -------------- |
| 1984/85                                                                                  | Юта     | 82               | 5                | 18,2             | 47,1             | 18,2             | 73,6             | 1,3              | 5,1              | 1,3              | 0,1              | 5,6              | 10             | 0              | 18,6           | 46,7           | 0,0            | 74,3           | 2,8            | 4,3            | 1,1            | 0,2            | 6,8            |
| 1985/86                                                                                  | Юта     | 82               | 38               | 23,6             | 48,9             | 13,3             | 83,9             | 2,2              | 7,4              | 1,9              | 0,1              | 7,7              | 4              | 0              | 18,3           | 52,9           | 100,0          | 88,9           | 1,5            | 3,5            | 1,3            | 0,0            | 6,8            |
| 1986/87                                                                                  | Юта     | 82               | 2                | 22,7             | 49,9             | 18,4             | 78,2             | 1,8              | 8,2              | 2,2              | 0,2              | 7,9              | 5              | 2              | 31,4           | 62,1           | 80,0           | 76,9           | 2,2            | 8,0            | 3,0            | 0,2            | 10,0           |
| 1987/88                                                                                  | Юта     | 82               | 79               | 34,7             | 57,4             | 35,8             | 84,0             | 2,9              | 13,8             | 3,0              | 0,2              | 14,7             | 11             | 11             | 43,5           | 50,7           | 28,6           | 82,4           | 4,1            | 14,8           | 3,4            | 0,3            | 19,5           |
| 1988/89                                                                                  | Юта     | 82               | 82               | 38,7             | 53,8             | 24,2             | 86,3             | 3,0              | 13,6             | 3,2              | 0,2              | 17,1             | 3              | 3              | 46,3           | 50,8           | 75,0           | 90,5           | 3,3            | 13,7           | 3,7            | 1,7            | 27,3           |
| 1989/90                                                                                  | Юта     | 78               | 78               | 37,4             | 51,4             | 41,6             | 81,9             | 2,6              | 14,5             | 2,7              | 0,2              | 17,2             | 5              | 5              | 38,8           | 42,0           | 7,7            | 80,0           | 3,2            | 15,0           | 1,2            | 0,0            | 15,0           |
| 1990/91                                                                                  | Юта     | 82               | 82               | 37,8             | 50,7             | 34,5             | 83,6             | 2,9              | 14,2             | 2,9              | 0,2              | 17,2             | 9              | 9              | 41,4           | 53,7           | 40,7           | 84,1           | 4,7            | 13,8           | 2,2            | 0,2            | 18,2           |
| 1991/92                                                                                  | Юта     | 82               | 82               | 36,6             | 48,2             | 40,7             | 84,2             | 3,3              | 13,7             | 3,0              | 0,3              | 15,8             | 16             | 16             | 39,0           | 42,3           | 31,0           | 83,3           | 2,9            | 13,6           | 2,1            | 0,3            | 14,8           |
| 1992/93                                                                                  | Юта     | 82               | 82               | 34,9             | 48,6             | 38,5             | 79,8             | 2,9              | 12,0             | 2,4              | 0,3              | 15,1             | 5              | 5              | 38,6           | 45,1           | 38,5           | 83,3           | 2,4            | 11,0           | 2,4            | 0,0            | 13,2           |
| 1993/94                                                                                  | Юта     | 82               | 82               | 36,2             | 52,8             | 32,2             | 80,5             | 3,1              | 12,6             | 2,4              | 0,3              | 15,1             | 16             | 16             | 37,3           | 45,6           | 16,7           | 81,0           | 3,3            | 9,8            | 1,7            | 0,5            | 14,4           |
| 1994/95                                                                                  | Юта     | 82               | 82               | 35,0             | 54,2             | 44,9             | 80,4             | 3,1              | 12,3             | 2,4              | 0,3              | 14,7             | 5              | 5              | 38,6           | 45,9           | 40,0           | 76,5           | 3,4            | 10,2           | 1,4            | 0,2            | 17,8           |
| 1995/96                                                                                  | Юта     | 82               | 82               | 35,5             | 53,8             | 42,2             | 83,0             | 2,8              | 11,2             | 1,7              | 0,2              | 14,7             | 18             | 18             | 37,7           | 44,6           | 28,9           | 81,4           | 3,2            | 10,8           | 1,6            | 0,4            | 11,1           |
| 1996/97                                                                                  | Юта     | 82               | 82               | 35,3             | 54,8             | 42,2             | 84,6             | 2,8              | 10,5             | 2,0              | 0,2              | 14,4             | 20             | 20             | 37,0           | 52,1           | 38,0           | 85,6           | 3,9            | 9,6            | 1,7            | 0,3            | 16,1           |
| 1997/98                                                                                  | Юта     | 64               | 64               | 29,0             | 52,8             | 42,9             | 82,7             | 2,6              | 8,5              | 1,4              | 0,2              | 12,0             | 20             | 20             | 29,8           | 49,4           | 34,6           | 71,8           | 3,0            | 7,8            | 1,6            | 0,2            | 11,1           |
| 1998/99                                                                                  | Юта     | 50               | 50               | 28,2             | 48,8             | 32,0             | 81,1             | 2,9              | 7,5              | 1,6              | 0,3              | 11,1             | 11             | 11             | 32,0           | 40,0           | 33,3           | 73,9           | 3,3            | 8,4            | 1,6            | 0,1            | 11,1           |
| 1999/00                                                                                  | Юта     | 82               | 82               | 29,7             | 50,1             | 35,5             | 86,0             | 2,6              | 8,6              | 1,7              | 0,2              | 12,1             | 10             | 10             | 35,0           | 46,1           | 38,9           | 76,7           | 3,0            | 10,3           | 1,3            | 0,2            | 11,2           |
| 2000/01                                                                                  | Юта     | 82               | 82               | 29,2             | 50,4             | 46,2             | 81,7             | 2,8              | 8,7              | 1,6              | 0,3              | 11,5             | 5              | 5              | 37,2           | 45,9           | 0,0            | 71,4           | 5,6            | 11,4           | 2,0            | 0,6            | 9,8            |
| 2001/02                                                                                  | Юта     | 82               | 82               | 31,3             | 51,7             | 32,1             | 85,7             | 3,2              | 8,2              | 1,9              | 0,3              | 13,4             | 4              | 4              | 35,3           | 45,0           | 28,6           | 92,3           | 4,0            | 10,0           | 2,8            | 0,3            | 12,5           |
| 2002/03                                                                                  | Юта     | 82               | 82               | 27,7             | 48,3             | 36,3             | 82,6             | 2,5              | 7,7              | 1,7              | 0,2              | 10,8             | 5              | 5              | 29,8           | 46,2           | 0,0            | 100,0          | 3,2            | 5,2            | 1,6            | 0,2            | 11,2           |
|                                                                                          | Всего   | 1504             | 1300             | 31,8             | 51,5             | 38,4             | 82,6             | 2,7              | 10,5             | 2,2              | 0,2              | 13,1             | 182            | 165            | 35,2           | 47,3           | 32,6           | 81,0           | 3,3            | 10,1           | 1,9            | 0,3            | 13,4           |
| Наведите курсор мыши на аббревиатуры в заголовке таблицы, чтобы прочесть их расшифровку. |         |                  |                  |                  |                  |                  |                  |                  |                  |                  |                  |                  |                |                |                |                |                |                |                |                |                |                |                |